# Sincey-lès-Rouvray
Sincey-lès-Rouvray település Franciaországban, Côte-d’Or megyében. Lakosainak száma 103 fő (2022. január 1.). Sincey-lès-Rouvray Montberthault, La Roche-en-Brenil, Rouvray, Vieux-Château és Sainte-Magnance községekkel határos.

## Népesség
A település népessége az elmúlt években az alábbi módon változott:
| Lakosok száma | 121  | 113  | 94   | 120  | 110  | 105  | 101  | 98   | 99   | 103  |
|               | 1968 | 1982 | 1990 | 2006 | 2013 | 2015 | 2017 | 2019 | 2020 | 2022 |